# Hannes Saari
Hannes Saari, född 25 april 1886 i Uleåborg, död 13 juli 1967 i Astoria, USA, var en amerikafinländsk sångare, sångtextförfattare och körledare.
Familjen emigrerade till USA 1902, men Saari återvände till Finland tio år senare och bedrev studier vid Helsingfors musikinstitut 1913–1914. Saari bedrev även sångstudier hos Abraham Ojanperä i Limingo. Efter sin examen flyttade Saari till New York, där han engagerades vid finländska körer. Som kördirigent och sångare uppträdde han i radio och turnerade runtom i USA och Kanada, emellanåt tillsammans med hustrun Sophia Saari. Bland de finländska invandrarna i USA var Saari en viktig kulturpersonlighet, även inom arbetarrörelsen och han uppträdde på det socialistiska Työn Temppeli i New York.
Åren 1925–1931 gjorde Saari 46 skivinspelningar med sånger av bland andra Emil Kauppi, Herman Sjöblom, Hjalmar Nordling och Pasi Jääskeläinen. Saari skrev även egna sånger, däribland Armas, vanhaksi jo käyn, som är en översättning av Hart Pease Danks Silver threads among the gold.
1963 överlämnade Saari sina privata samlingar till Åbo universitet. I samlingen ingick Saaris skivinspelningar, brev och biografiska anteckningar.

## Skivinspelningar
| Datum             | Sånger | Ackompanjemang                                                |
| ----------------- | --- | ------------------------------------------------------------- |
| Augusti 1925      | Iloinen meripoika (text: Eino H. Ahti, melodi: Emil Kauppi) Kulkurin masurkka (text: Ahti H. Einola, melodi: Pekka Jurva) | okänd orkester                                                |
| 20 september 1926 | Chrysanthemum (text: okänd, melodi: William E. Stein) Meripojan heilat Tämä maa Volgan aallot | William E. Stein (piano)                                      |
| 17 juni 1927      | Bellona ja Rodrigo (text: Hjalmar Nordling) Tilta Tuohimaa (text: Hjalmar Nordling) Espanjatar olen sorja (text: Hjalmar Nordling) Ruski Iivana pakolaisena Suomessa (text: Tatu Pekkarinen) | Willy Larsen (dragspel)                                       |
| 24 augusti 1927   | Valkoakaasiat | okänd orkester                                                |
| 25 augusti 1927   | Ei kyytimies kiirettä oo Kehtolaulu (text: Pasi Jääskeläinen, melodi: Emil Kauppi) | okänd orkester                                                |
| 18 oktober 1927   | Raatajan serenadi Sonja (text: Wäinö Sola) | Trio Finnish Program Society Orchestra                        |
| 19 oktober 1927   | Oi mistä saataisiin (text: Heikki Saari) Saukkosen avioero (text: Oskar Nyström) | Antti Kosolas trio                                            |
| 30 januari 1928   | Musta ratsu Pois sormet (text: Martti Nisonen) Sinikellot (text: okänd, melodi: Victor Fräntilä) Viivin jenkka | Antti Kosolas trio                                            |
| 28 mars 1928      | Korven raatajille Lähtö Proletaarit nouskaa Punavangin laulu (text: Jali Joutsen) Vanha Madrid Volgan lotjamiesten laulu | okänd orkester                                                |
| 25 oktober 1928   | Juomarin laulu Laivan kannella (text: Pasi Jääskeläinen, melodi: Emil Kauppi) Lontoon Jenny (text: Hjalmar Nordling, melodi: Emil Kauppi) Meripojan tervehdys (text: Oskar Nyström) Priki Efrosiina 1–2 (text: Hjalmar Nordling, melodi: Axel Törnudd) Uskoton ja petollinen Julia (text: Hjalmar Nordling) | William E. Stein (piano), Columbian suomalainen mieskvartetti |
| 1 maj 1929        | Armas vanhaksi jo käyn (text: Hannes Saari) Iltalaulu Kaunis on kesä Tonavan aallot | Nykterhetsföreningen Tähtis kör                               |
| juli 1928         | Armahani Kaivosmies (text: okänd, melodi: F. Hakala) Muisto (text: Vilho Korpela) Tienraivaaja | Victor Fräntiläs orkester                                     |
| juni 1930         | Backfish (text: Martti Nisonen) Jos Pietari tietäis sen (tillsammans med Alli Anttila) Liisa ja Lasse (tillsammans med Alli Anttila) Oi sulle vain (text: Matti Wuori) | Werner Koivunens orkester                                     |